# 戴夫·沃特尔
戴维·詹姆斯·“戴夫”·沃特尔（英語：David James "Dave" Wottle，1950年8月7日—），美国男子中跑运动员。他曾获得1972年夏季奥运会田径比赛男子800米金牌。他以跑步时戴高尔夫球帽而闻名。